# Chiropsella bart
Chiropsella bart är en nässeldjursart som beskrevs av Lisa-ann Gershwin och Philip Alderslade 2007. Chiropsella bart ingår i släktet Chiropsella och familjen Chiropsalmidae. Inga underarter finns listade i Catalogue of Life.